# Xã Mason, Quận Arenac, Michigan
Xã Mason (tiếng Anh: Mason Township) là một xã thuộc quận Arenac, tiểu bang Michigan, Hoa Kỳ. Năm 2010, dân số của xã này là 851 người.